# 天津市耀华中学滨城学校
天津市耀华中学滨城学校，位于中国天津市滨海新区天津经济技术开发区友谊道258号，为天津市耀华中学与天津市经济技术开发区合作建立的完全中学，占地面积52,393平米，地上五层，建筑面积49,000平米，地下一层建筑面积3,320平方米。

## 历史
2014年，天津市耀华中学与滨海新区教育局合作在滨海新区中心商务区选址建设一座中学，拟定名天津市耀华中学滨海学校，规划占地108,000平方米，总建筑面积69,000平方米，48个教学班规模。后经选址调整，从海河南岸调整至于家堡核心区域，占地面积缩减至52,393平米，地上五层，建筑面积49,000平米，地下一层建筑面积3,320平方米，最终定名天津市耀华中学滨海学校。2024年9月，天津市耀华中学滨城学校正式成立。